# 藤安醸造
藤安醸造株式会社（ふじやすじょうぞう）は鹿児島県鹿児島市に本社を置く調味料の製造メーカー。商標名は「ヒシク」。

## 概要
醤油、味噌の製造・販売を中心に、近年では、加工食品にも力を注ぐ。国内各地への販売とともに、海外への輸出も行う。企業理念は、「味に活かします まごころと技術」。
明治3年創業としているが、実際にはその一世代前の江戸時代末期に創業したと推測されている。第二次世界大戦で資料が焼失したことにより、創業期に関する史料による厳密な考証は難しい。ただし、1878年（明治11年）には鹿児島銀行設立総会後の宴会が藤安家で行われたという記録が残っており、その当時から有力な商人であったことが窺える。当時は米、麦、大豆などの穀物そのものを主力商品としており、現在の藤安醸造の主力商品となっている醤油や味噌の製造は、あくまで副業のようなものであった。
戦前までは清酒、焼酎のみならず紡績も取り扱うという多角的経営を展開していた時期があったが、時流の変化に応じて、それらの取り扱いを逐次停止していった。戦後、日本人の食生活には必須とされる醤油と味噌だけが、取扱商品として残った。現在、年間1500キロリットルの醤油と、80万パックの味噌を販売する。
1906年（明治39年）、鹿児島市に電話が開設されて以来、電話番号を古くから所有している企業でもある。

## 沿革
- 1870年（明治 3年） - 三代目藤安喜左エ門が鹿児島市住吉町に「藤安醸造店」を創業[1]
- 1877年（明治10年） - 西南戦争の折、藤安醸造店が薩摩藩および新政府軍の兵站基地として徴用される[1]
- 1949年（昭和24年） - 藤安醸造株式会社設立
- 1979年（昭和54年） - 自社で乳酸菌の培養を始める。翌年には酵母菌の培養も開始
- 1980年（昭和55年） - 鹿児島市谷山港へ工場移転
- 1982年（昭和57年） - 「麦こうじ ほれぼれ」鹿児島で初の農林水産大臣賞受賞
- 1997年（平成 9年） - 「さつま麦みそ」で農林水産大臣賞受賞
- 1999年（平成11年） - 「味噌造り体験会」を初めて開催 加工食品の製造設備拡張工事実施
- 2001年（平成13年） - アミノ酸液生産工場開設 大豆の煮汁の再利用、アミノ酸液の製造を開始
- 2005年（平成17年） - 「ほれぼれ祭り」第一回開催
- 2008年（平成20年） - 財団法人食品産業センター主催による第30回食品産業部門「総合食料局長賞」受賞

## 主な商品

### 醤油
- こいくち 甘露
- こいくち むらさき
- こいくち きんつる
- こいくち すずらん
- こいくち 甘口さしみ
- 極あまくち 専醤
- うすくち あじさい
- うすくち すいせん

### 味噌
- ほれぼれ あわせみそ
- 香味多こうじ麦みそ
- さつま田舎麦みそ
- 特上福みそ

### その他
- 酢みそ
- 味もろみ
- ぽん太郎（ポン酢醤油）
- 調味職人
- うまか極味 良香だし
- つけやったもんせ（浅漬けの素）
- 良香めんつゆ
- 良香デ酢
- 手作り塩麹
- 味噌大豆
- 旨味茶節
- 野菜のおいしさ引き出すスープ
- 味噌飴
- 塩麹飴

## ロゴマーク
初代、藤安休左衛門が自分のマークとして使用していた、「ひし形に九」が元になったといわれる。大正2年頃には、同社の封筒にはすでにロゴとして印刷されていた。「九」は、”決して10点満点ではない我々は完全ではなく、まだまだ足りないものがある。それを常に意識して精励しなさい”との教えと伝えられる。

## CM
- MBCラジオ キッチンマジック